# Corbii Mari, Dâmbovița
Corbii Mari este satul de reședință al comunei cu același nume din județul Dâmbovița, Muntenia, România.

## Istoric
În perioada interbelică, comuna Corbii Mari a fost reședința plășii Neajlov, a județului Vlașca interbelic.

## Personalități
- Victor Pârvănescu (n. 1944), violonist